# Tramwaje w Hagondange
Tramwaje w Hagondange − zlikwidowany system komunikacji tramwajowej we francuskim mieście Hagondange. działający w latach 1913−1964.

## Historia
Linię tramwajową o szerokości toru 1435 mm łączącą Hagondange z Maizières-lès-Metz uruchomiono w 1913. Napięcie w sieci trakcyjnej wynosiło 1000 V. Linia miała zapewnić transport pracowników pracujących w Hagondange. Tramwaje na linii kursowały przez 22 godziny na dobę. Po I wojnie światowej operatorem linii stała się spółka L'union des Consommateurs de Produits Miniers et Industriels (UCPMI). W 1938 pozyskano z likwidowanej sieci tramwajowej w Paryżu kilka wagonów silnikowych z 1907 i 5 wagonów doczepnych z 1930. W 1954 z Lyonu pozyskano 4 wagony doczepne. Pomimo dużych przewozów linię zlikwidowano w 1964 i zastąpiono autobusami. 